# Coupé Decalé
Coupé Décalé (oder Couper-Décaler-Travailler) ist eine Musik- und Tanzform, die 2003 in der Pariser Diaspora von Musikern aus der Elfenbeinküste kreiert wurde; seine ursprüngliche Basis ist der Ziglibithy.
Die NZZ führt aus: 

«In Abidjans Umgangssprache Nouchi bedeutet «couper» so viel wie «betrunken sein» oder «Unfug treiben». Im Kontext der in Paris lebenden ivorischen Jugend, die sich auf teilweise dubiose Weise durchschlagen muss, hat sich die Bedeutung auf «betrügen» oder «Geld entwenden» verschoben. Ist man auf kriminelle Weise einmal zu Reichtum gelangt, kommt für einen dann das «décaler» zum Zuge - es gilt, schleunigst in die Heimat abzuhauen. Angekommen in Abidjan, ist schließlich das «travailler» an der Reihe. Darunter wird allerdings nicht die Ausübung eines gutbürgerlichen Berufs verstanden, sondern das Ausgeben des wie auch immer erworbenen Geldes: Man fährt deutsche Limousinen, kauft italienische Klamotten, trägt Schweizer Nobel-Uhren, trinkt Champagner, raucht kubanische Zigarren, isst russischen Kaviar und geniesst das Nachtleben in den Bars und Klubs.»

Seine Ursprünge liegen im Tanz des unweit von Abidjan gelegenen Dorfes Akoupé, der von der Jugend der Hauptstadt karikiert wurde. Aus einem Spaß hat sich ein neuer Tanz entwickelt, eingebettet in eine elektronische Musik, die Einflüsse des ivorischen Zouglou, des kamerunischen Makossa dem Soukous und der kongolesischen Rumba aufweist. 
Musiker wie der 2006 verstorbene Douk Saga, Molaré oder Lino Versace (sie nennen sich nach einer Pariser Disco und wegen ihres Lebenswandels «la Jet Set») haben Afrika infolge der politischen Instabilität verlassen und sich in Paris niedergelassen. Sie scheuen die politische Thematik, die in der Musik der Heimat vorherrscht, und preisen ein rein hedonistisches Lebensgefühl.
Diese Hommagen stehen in der Tradition der Atalakus, singender Animateure, die einen festen Bestandteil der kongolesischen Orchester bilden und einzig dafür zuständig sind, Lob in die Lieder einzustreuen. Das wird mit amüsanten Phrasen, kreativen Wortbildungen oder onomatopoetischen Lauten ergänzt und auf monotone Weise repetiert mit hoher sprachlicher und performativer Innovationskraft. Ständig werden neue Tanzschritte erfunden und mit originellen Namen benannt. 
So taufte Douk Saga seinen eigenen Stil «sagacité», Molaré hat den «farot-farot» erfunden, und Shanaka Yakuza promotet die «drogbacité» – diese Tanzschritte imitieren die Bewegungen Didier Drogbas, des ivorischen Fußballstars im englischen Klub FC Chelsea. Weitere Schlüsselbegriffe des Coupé-Décalé-Vokabulars sind «ambiancer», «bien galopper» (galoppierend tanzen), «boucantier» (in der Öffentlichkeit eine Show abziehen) oder «s'envoler» (abhauen). Sie gehören zu einer begrenzten Menge von Verben, die in vielen Liedern verwendet werden.